# Manu Galure
Vous pouvez aider à l'améliorer ou bien discuter des problèmes sur sa page de discussion.
- Il n'est pas vérifiable et peut contenir des informations totalement erronées. Il est fortement conseillé aux contributeurs d'étayer son contenu par des sources fiables. Sans cela, sa suppression pourrait être envisagée. (si vous venez d'apposer le bandeau, veuillez cliquer sur ce lien pour créer la discussion et en afficher les indications). (Marqué depuis novembre 2024)
- Il peut contenir un travail inédit ou des déclarations non vérifiées. Vous pouvez l’améliorer en ajoutant des références. (Marqué depuis novembre 2024)

- Archive Wikiwix
- Bing
- Cairn
- DuckDuckGo
- E. Universalis
- Gallica
- Google
- G. Books
- G. News
- G. Scholar
- Persée
- Qwant
- (zh) Baidu
- (ru) Yandex
- (wd) trouver des œuvres sur Wikidata

Vous pouvez aider à l'améliorer ou bien discuter des problèmes sur sa page de discussion.
- Il ne cite pas suffisamment ses sources. Vous pouvez indiquer les passages à sourcer avec {{référence nécessaire}} ou {{Référence souhaitée}}, et inclure les références utiles en les liant aux notes de bas de page. (Marqué depuis novembre 2024)
- Son texte doit être wikifié : il ne correspond pas à la mise en forme Wikipédia (style, typographie, liens internes, liens entre les wikis, etc.). (Marqué depuis novembre  2024)

- Archive Wikiwix
- Bing
- Cairn
- DuckDuckGo
- E. Universalis
- Gallica
- Google
- G. Books
- G. News
- G. Scholar
- Persée
- Qwant
- (zh) Baidu
- (ru) Yandex
- (wd) trouver des œuvres sur Wikidata

Manu Galure est un auteur, compositeur et interprète français, né le 9 août 1985 à Toulouse.

## Biographie
Il fonde, en 2004, le groupe Les Ptits T'hommes qui se produit dans les rues puis sur les scènes de Toulouse. Ils sont rapidement repérés et commencent à jouer dans la région Midi-Pyrénées. Chanteur et contrebassiste du groupe, Manu Galure est également auteur et compositeur des chansons des Ptits T'hommes.
En 2005, Les Ptits T'hommes obtiennent la première place au Pic d'Or (concours de chanson de Tarbes) avec leur titre Le vendeur de bisous.
En 2006, Les Ptits T'hommes sortent leur premier disque Le Comptoir des Histoires. 
En 2007, Les Ptits T'hommes sont sélectionnés pour les « Découvertes » du Festival Alors...Chante ! de Montauban. Ils enregistrent en 2008 le disque Le Nouveau Comptoir des Histoires, qui reçoit un Coup de Cœur de l'Académie Charles Cros.
En parallèle, Manu Galure commence dès 2006 à chanter seul en scène, en s'accompagnant au piano. En 2007 il enregistre en public dans la salle de concert le Bijou, à Toulouse, son spectacle Le meilleur des 20 ans de Manu Galure, et le disque sort en mars 2008.
En mai 2008 il remporte les « Bravos du public » au festival Alors...Chante ! de Montauban. C'est à la suite de ce prix qu'il commence à tourner dans toute la France, au Québec, en Belgique et en Suisse.
En 2010, Manu Galure sort son deuxième disque Vacarme. La chanteuse Juliette en signe la direction artistique. Le disque reçoit un Coup de Cœur de l'Académie Charles Cros.
En 2012, il interprète pour le jeune public des chansons de Charles Trenet, dans le spectacle Les enfants s'ennuient le dimanche. Il est également, cette année-là, invité à jouer en première partie de Jacques Higelin lors de la tournée du chanteur. 
En 2014, Manu Galure sort son troisième disque Que de la pluie en collaboration avec Camille Ballon. La chanson Que de la pluie est sélectionnée pour faire partie de la playlist de l'été 2014 sur France Inter, et l'album est sélection FIP en janvier 2015. 
En 2016, il participe à la Saison 12 de Nouvelle Star sur D8 et termine à la troisième place lors de la finale.
En 2017, Manu Galure s'était lancé seul, sans musicien et pour plus de deux ans dans un Tour de France à pied et en chansons. Au rythme de 25 km par jour, il se déplaça en marchant, sac sur le dos, de salles de spectacle en lieux insolites et en se produisit également lors de concerts à domicile chez l'habitant. L’itinéraire est toujours visible sur son site internet. De septembre 2017, départ de Toulouse,  à juin 2018, arrivée à Paris : c'était l’An 1 de son Tour de France durant lequel il parcourut les chemins de l’Ouest du pays. De septembre 2018, départ de Paris, à juin 2019, arrivée à Avignon : l'An 2 de son Tour à travers la France de l’Est. Périple qu’il termina de septembre 2019 à décembre 2019 par le Sud-Est pour revenir à Toulouse au solstice d’hiver où il acheva celui-ci le 21 décembre 2019 au Théâtre Sorano de Toulouse, scène où 26 mois plus tôt son périple avait débuté, et ce, après 10.000 km à pied et 359 concerts.
En 2021, paraît le quatrième album de Manu Galure Vertumne, enregistré exclusivement avec deux pianos préparés à l’aide de scotch, de papier, de clous ou de pinces à linge. Lorenzo Naccarato (pianiste) et Patrice Caumon contribuent à cet enregistrement mais, on peut aussi les retrouver sur scène au côté de Manu Galure lors des concerts de son nouveau spectacle nommé également Vertumne.
En novembre de la même année, il est nommé aux Chroniques lycéennes 2021-2022 de l'Académie Charles-Cros pour sa chanson Le jour de l'apocalypse de son quatrième album.
L'album en public de Vertumne sort en août 2022. 

## Discographie
Albums avec : Les Ptits T'hommes
Albums solo
- 2008 : Le Meilleur des 20 ans de Manu Galure, par Manu Galure (Kiui Prod)

1. Prologue (par Philippe Pagès)
2. J'ai vingt ans (je vous emmerde)
3. Les amours dégradées
4. Intermède 1
5. Chanson de l'annuaire
6. Je ferme les yeux
7. Fontaine (avec Nicolas Bacchus)
8. Intermède 2
9. Le petit air de piano
10. Valse pour un garçon des rues
11. Intermède 3
12. Les grands-pères
13. Mot à mot (avec Hervé Suhubiette)
14. Chanson ennuyeuse
15. Quartiers de lune
16. Le petite bateau de bois (avec M. Chouf)
17. Intermède 4
18. Chanson au titre peu évocateur (avec Les Bijoutiers)
19. Quand on a vingt ans
20. Épilogue: Le Pianiste Aqueux

- 2010 : Vacarme, par Manu Galure (Kiui Prod)

1. Danse du vieux
2. Captain ravage
3. Berlin-lycanthropes
4. Les éléphants
5. Je crache
6. Méliès
7. Du vacarme
8. Bijoux
9. Quelque chose en Mi
10. Valse-moi
11. Le cabaret de Galure

- 2014 : Que de la pluie, par Manu Galure (Bacchanales Prod)

1. Maman
2. Que de la pluie
3. Ramène-moi à la maison
4. Trois petits cochons
5. Flamant rose
6. Je serais perdu
7. Boum
8. Je vais me refaire
9. Les épouvantails
10. Dragster
11. Canapé

- 2017 : Automne 2017 - Mon piano sur le dos, par Manu Galure (Autoproduction Le Cachalot Mécanique)

1. Mon piano sur le dos
2. Rien à voir
3. Maman
4. Le vent mauvais
5. Les pluies anciennes
6. Le bon roi Dagobert
7. Vendanges tardives
8. Non, toi non (Dario Fo, Enzo Jannacci)
9. Ne me lâche pas la main
10. Fin du monde
11. La dernière feuille

Mon piano sur le dos est un album numérique en autoproduction paru le 22 septembre 2017 pour l'équinoxe d'automne et qui accompagne le début de son Tour de France à pied et en chansons. Il est en écoute libre sur son site officiel : manugalure.com.
- 2018 : Été 2018 - J'ai dormi près d'un arbre, par Manu Galure (Autoproduction Le Cachalot Mécanique)

1. J'ai dormi
2. Ils rougissent
3. Si les pingouins
4. Le chameau (Anonyme)
5. Pas si elles sont pas d'accord (Sarclo)
6. Les pluies anciennes
7. Que de la pluie
8. Les pompiers
9. Sous un arbre
10. Ils mangeront tout (Zeca Afonso)

Été 2018 - J'ai dormi près un arbre est un album numérique en autoproduction sorti le 21 juin 2018 pour le solstice d'été et toujours écrit dans le contexte du Tour de France à pied et en chansons. Il est en écoute libre sur son site officiel : manugalure.com.
Printemps 2019 - Que les sangliers te mangent les pieds est un album numérique en autoproduction sorti en mars 2019 pour l'équinoxe de Printemps. Il est en téléchargement à participation libre sur son site officiel : manugalure.com.

## Contributions
- Manu Galure en 2010, pour l’album Les Pires Espoirs de Michèle Mühlemann, compose les musiques des chansons : C’était quand hier, Cafard latent, J’aime pas les choses, Mathieu et Mon amant pouponne, ainsi que celles des chansons : Des bijoux, Fourmis cherche à oublier cafard, Il fera beau ce soir et Vite ralentir, toujours pour Michèle Mühlemann[8].
- Manu Galure a écrit et composé les chansons Fontaine et Les Uniques interprétées par Nicolas Bacchus sur l'album La VerVe et la Joie sorti en 2011.
- Manu Galure a composé la musique de la chanson L'Amour à douze ans écrite et interprétée par le chanteur Sarclo sur l'album Gueuler comme un putois paru en 2012.
- Manu Galure a composé la musique de la chanson La Manif écrite et interprétée par Agnès Bihl sur l'album 36 heures de la vie d'une femme (parce que 24, c'est pas assez) sorti en 2013.
- Manu Galure en 2013 a composé et fait l’arrangement musicale avec et pour la comédienne, chanteuse, auteur et metteuse en scène Céline Bernat alias Mademoiselle Nine des chansons : Lulu, Ma roulotte et Pas sorcier[8].
- Manu Galure est co-auteur avec  l'auteur-compositeur interprète Simon Chouf des chansons : La Cuisine des Sorcières, L’Hôtel des Fous, Baïkal Amour, Chanteuse de Blues, sur l’album L’hôtel des Fous de Simon Chouf paru en 2013[8].
- Manu Galure en 2015 a accompagné musicalement la création chorégraphique La Gêne & la Joie de la compagnie de danse contemporaine Les Gens Charles dirigée par Benjamin Forgues et Charlie-Anastasia Merlet[9].
- Manu Galure est l’auteur-compositeur de la chanson Dans le Ventre de la Baleine pour le chanteur et musicien toulousain Marin en trio.
- Manu Galure est l’auteur-compositeur de la chanson Petite Messe sur l’album Stef ! En pleines formes, de la comédienne, auteure et chanteuse Stéphanie Bourguignon sorti en 2016[10].
- Manu Galure a écrit, composé et interprété en duo la chanson Ça nous laisse quoi? sur l'album collectif avec un thème imposé Ça fait de nous c'qu'on est de Michèle Mühlemann sorti en 2016, ainsi que la musique de la chanson Mais qu’on nait cons écrite et interprétée par Michèle Mühlemann et Sarclo sur ce même album[8].